# Wilaya (guerre d'Algérie)
Pour les articles homonymes, voir Wilaya.
 (mai 2016).
Si vous disposez d'ouvrages ou d'articles de référence ou si vous connaissez des sites web de qualité traitant du thème abordé ici, merci de compléter l'article en donnant les références utiles à sa vérifiabilité et en les liant à la section « Notes et références ».
La wilaya était une unité territoriale et région militaire de l'Armée de libération nationale (ALN) durant la guerre d'Algérie (1954-1962). Le pays en guerre a été découpé par le FLN en six wilayas, subdivisées au début en « zones », puis réorganisées par le congrès de la Soummam du mois d'août 1956 en « mintaqas », « nahias », « kasmas » et « douars ».
Ce découpage se fit en tenant compte des données de la géographie physique et humaine. Chaque wilaya devrait être dotée de suffisamment de centres urbains et ruraux pour ses ressources humaines et matérielles et de régions montagneuses et boisées pour ses quartiers et le repli des combattants dans des zones refuges. Toutefois les limites géographiques des wilayas qui furent tracées à la veille du déclenchement de la lutte armée ne sont pas restées immuables et des conflits d'autorité interviennent bouleversant parfois sérieusement les attributions de chacune comme l'indiquent à titre d'exemple la zone de Souk Ahras qui émerge en wilaya autonome provoquant des discordes entre les wilayas I et II ainsi que la wilaya VI, dernière née des wilayas, qui n'eut jamais de limites précises.
La force des wilayas décroit de l'est vers l'ouest, parce que le centre de gravité du mouvement national se trouve à l'est, dans les régions les moins marquées par la présence coloniale française. Deux régions de l'Est exportent des cadres à l'ouest ; le Constantinois fournit ses trois premiers chefs à l'Oranie, et la Kabylie refonde les organisations d'Alger (Zone autonome d'Alger), de l'Algérois et du Sud algérois.

## Organigramme de la wilaya
La wilaya est dirigée par un conseil de quatre membres : le chef politico-militaire a le grade de colonel, secondé par trois commandants responsables de trois branches principales :
- politique, à sa tête le commandant adjoint politique (ou commissaire politique)
- militaire, à sa tête le commandant adjoint militaire de l'ALN
- renseignements et liaisons, à sa tête ule commandant adjoint liaisons renseignements.

Il s'agit d'un schéma qui a été globalement respecté durant toute la guerre bien que des adaptations aient pu avoir lieu dans certaines wilayas et dans certaines circonstances.

## Subdivisions
Chaque wilaya est successivement subdivisée en mintaqas, puis en nahias, puis en kasmas puis en douars.

### Mintaqas
Chaque wilaya est divisée en 4 à 8 mintaqas.
La mintaqa est dirigée par un conseil de quatre membres : le chef politico-militaire a le grade de capitaine, secondé par trois lieutenants responsables de trois branches principales (politique, militaire, renseignements et liaisons).

### Nahias
Chaque mintaqa est divisée en 3 à 6 nahias.
La nahia est dirigée par un conseil de quatre membres : le chef politico-militaire a le grade de sous-lieutenant, secondé par trois aspirants responsables de trois branches principales (politique, militaire, renseignements et liaisons).

### Kasmas
Chaque nahia est divisée en un certain nombre de kasmas.
La kasma est dirigée par un conseil de quatre membres : le chef politico-militaire a le grade d'adjudant, secondé par trois sergents-chefs responsables de trois branches principales (politique, militaire, renseignements et liaisons).

### Douars
Chaque kasma comprend un certain nombre de douars.
Un douar est dirigé par un comité de trois membres responsables de trois branches principales (politique, militaire, renseignements et liaisons).

## Statut des wilayas
Autonomes depuis le 1er novembre 1954, les wilayas sont rassemblées en 1956 autour du bloc central des trois wilayas kabyles et de leur direction politique algéroise. Mais la sortie du CCE vers l'extérieur en 1957 impose un regroupement des wilayas de l'Est (I, II, III) et de l'Ouest (IV, V, VI) sous deux « commandements opérationnels militaires » (COM), siégeant en Tunisie et au Maroc à partir d'avril 1958.

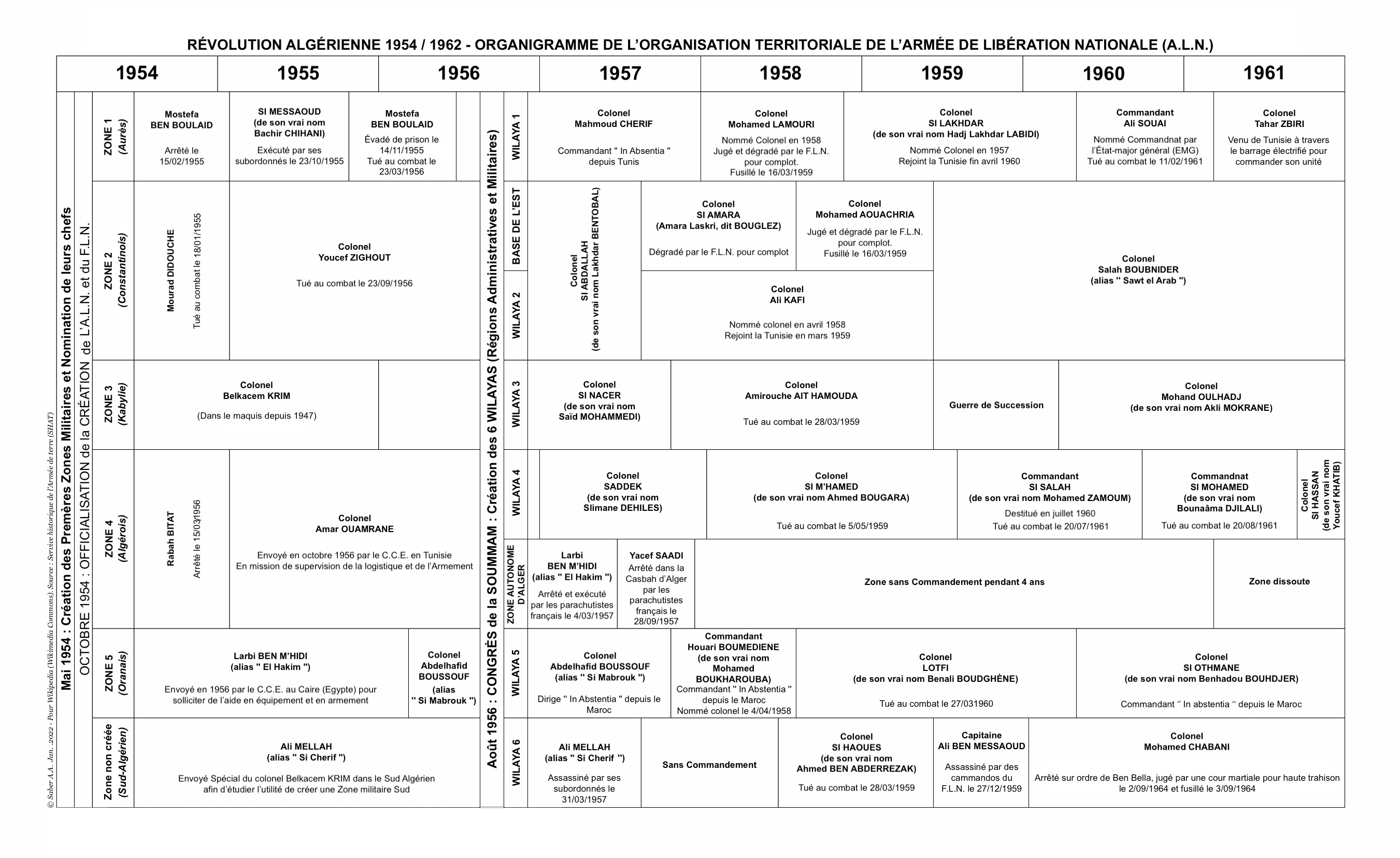
Organigramme de l'ALN

## Liste des wilayas

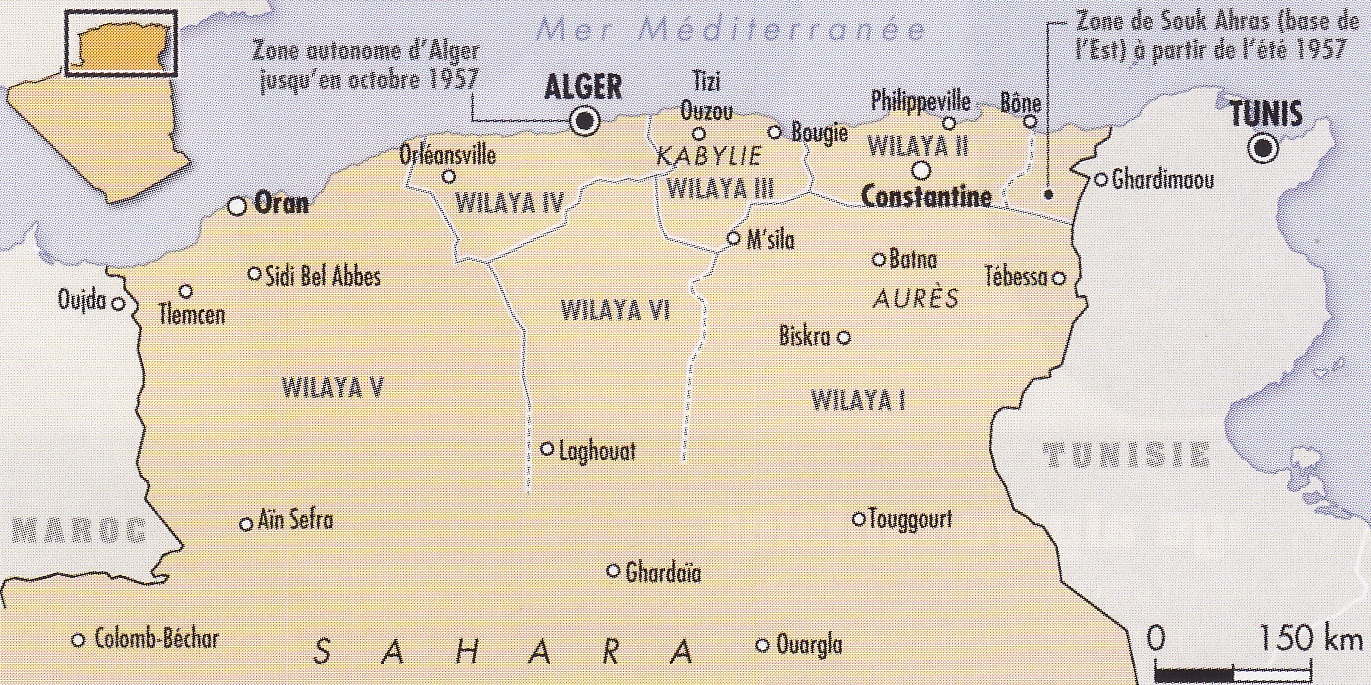
Carte du découpage du territoire algérien en 6 wilayas élaboré lors du congrès de la Soummam en 1956.

### Wilaya I historique (Aurès)
Recouvre la partie méridionale de l'ancien département de Constantine. Elle associe des paysages variés : hauts plateaux arides troués de cuvettes salées, massifs montagneux (monts du Hodna, du Belezma, de l'Aurès, des Nememchas) relativement arrosés sur leurs versants exposés au nord et tombant en murailles abruptes sur les dépressions des chotts, et palmeraies sahariennes au sud. Son unité tient dans la berbérophonie de la masse de ses habitants.
Les montagnards de l'Aurès (les Chaouis), ont favorablement répondu à l'appel du premier chef de la wilaya, Mostefa Ben Boulaïd, qui dispose, au 1er novembre 1954, de 350 hommes armés qui sont le fer de lance de l'insurrection.

#### Chefs
- 1954 : commandant Mostefa Ben Boulaïd (1917-1956), tué au combat le 22 mars 1956
- 1956 : Si Messaoud (?-1955), exécuté par ses subordonnés en octobre 1955 (?)
- 1957 : colonel Mahmoud Chérif (1912-1987), commandant in abstentia depuis Tunis
- 1958 : Mohamed Lamouri (1929-1959), nommé colonel en avril 1958, dégradé pour complot, fusillé par le FLN, le 16 mars 1959
- 1959 : Mohamed Tahar Abidi (1916-1998) (Si Lakdhar), promu colonel en novembre 1959, rejoint la Tunisie fin avril 1960
- 1960 : Ali Souahi (?-1961), commandant, tué au combat le 22 février 1961
- 1961 : Tahar Zbiri (1929-), colonel, revenu de Tunisie à travers les barrages pour commander son unité

### Wilaya II historique (Nord-Constantinois)
Elle est la plus petite des wilayas et elle est presque entièrement arabophone. Elle compte plusieurs villes importantes à la population européenne non négligeable : Bône et Philippeville sur la côte ; la capitale régionale Constantine, dans l'intérieur. L'emprise de la colonisation est importante sur la plaine de Bône et sur les hautes plaines de Sétif à Guelma, ainsi que sur les mines dont les minerais sont exportés par les ports de Bône et Philippeville.
Le nationalisme a montré la force de son implantation dans 15 villes en mai 1945 - bien qu'elles n'aient pas participé à la sanglante révolte de Sétif, Guelma et Kherrata qui forge le nationalisme de beaucoup des futurs cadres de la révolution - et il rayonne de là vers les villages. Les montagnes côtières, très arrosées et boisées, sont particulièrement propices à l'implantation des maquis. Pourtant, la division du parti nationaliste MTLD entre les messalistes et les centralistes, et les hésitations des militants activistes de Constantine ont réduit à presque rien la participation de la région au 1er novembre 1954. À partir du printemps 1955, l'organisation FLN-ALN du Nord Constantinois, dirigée par Zighoud Youcef, entre en action. Les massacres et les représailles du 20 août 1955 créent une rupture irréversible entre les populations : c'est le point de non-retour de la révolution.
En dépit de son homogénéité, la Wilaya II a perdu le contrôle de la zone frontalière de Souk Ahras, dont le chef, Amara Laskri dit Amara Bouglez, a fait un fief de passage d'armes très important en s'appuyant sur les représentants du FLN en Tunisie. La construction de la ligne Morice le long de la route et de la voie ferrée de Bône à Souk Ahras a justifié, à partir de l'été 1957, l'érection de l'ex-zone de Souk Ahras en « base de l'Est », chargée d'acheminer les armes entre la frontière tunisienne et le barrage électrifié et miné.
Cette Wilaya a longtemps compté parmi elle « la base de l'est », qui a toujours été indépendante et a joué l'un des rôles les plus importants durant la guerre de libération.

#### Chefs
- 1954 : Didouche Mourad (1927-1955), tué au combat le 18 janvier 1955.
- 1955 : Zighoud Youcef (1921-1956), tué au combat le 25 septembre 1956.
- 1956 : Lakhdar Bentobal (1923-2010), membre du CEE, ministre de l'Intérieur du GPRA 1958.
- 1957 : Ali Kafi (1928-2013), organisateur de l'ALN à Tunis en mai 1959.
- 1959 : Salah Boubnider (1929-2005), dernier chef lors de l'indépendance.

### Wilaya III historique (Kabylie)

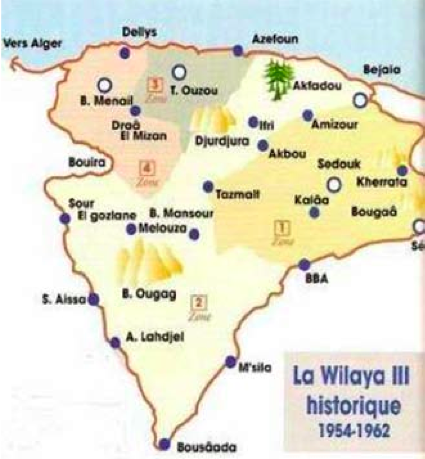
Wilaya III historique de la Guerre d'Algérie

Géographiquement la wilaya III historique s'étendait de Boumerdès à Aokas sur le bord de la Méditerranée ; à l'Est, de Aokas à Sétif en suivant le tracet de la RN9 jusqu'à Bou Saâda ; au sud, de Boussâada à Sour El Ghozlane et Bouira ville et à l'ouest, de Bouira à Boumerdès via Lakhdaria.
C'est un bloc de montagnes escarpées, disséqué par des rivières et ruisseaux et coupé en deux par le profond sillon de la Soummam, séparant la Grande Kabylie, tournée vers l'ouest, et la Petite Kabylie, tournée vers l'est. Elle est plus petite mais non moins importante que la précédente, du fait de la densité de sa population autochtone et de la faiblesse de la population européenne, de son homogénéité culturelle berbère (sauf sur ses marges arabophones) et de la précocité de l'implantation du nationalisme. En effet, le nationalisme algérien est né parmi les travailleurs émigrés en France dans l'entre-deux-guerres, en très grande majorité des Kabyles. Si la rég|ion n'a participé que marginalement à l'insurrection du 8 mai 1945, des militants ardents se préparent à passer à l'action dans la nuit du 22 au 23 mai en Kabylie. Certains se réfugient dans le maquis et y restent jusqu'en novembre 1954. La Kabylie est alors la première organisation régionale du FLN, la plus dense du point de vue de la concentration des hommes dans les années 1957-58, au début de l'insurrection elle compte environ 450 hommes armés, elle fournira, à plusieurs occasions des unités de combattants pour aider les wilayas limitrophes. Mais son chef, le maquisard Krim Belkacem, évite les actions spectaculaires pour, dira-t-il, ne pas l'exposer à la répression avant d'avoir obtenu le soutien de toute la population kabyle. En août 1956, il organise le congrès de la Soummam.

#### Chefs
- 1955 : colonel Krim Belkacem (1922-1970), assassiné à Francfort-sur-le-Main en 1970
- 1957 : colonel Saïd Mohammedi (1912-1994, alias Si Nacer), décédé le 05 décembre 1994
- 1957 : colonel Mohand Ameziane Yazourene (1912-1988, alias Si Saïd Berirouche), décédé le 5 janvier 1988
- 1958 : colonel Amirouche (Amirouche Aït Hamouda, 1926-1959), tué au combat en mars 1959
- 1959 : colonel Abderrahmane Mira (1922-1959), tué au combat en novembre 1959
- 1959-1962 : colonel Mohand Oulhadj (1911-1972), décédé en décembre 1972

### Wilaya IV historique (Algérois)
La Wilaya IV historique comporte des régions très marquées par la colonisation : l'agglomération algéroise, les collines du Sahel algérois et la plaine de la Mitidja d'une part, la vallée du Chelif d'autre part, séparées par des alignements montagneux (Atlas blidéen et le Dahra, massif de l'Ouarsenis). Ces montagnes abritent d'importants noyaux de populations berbérophones, mais la région est en majorité arabophone. Très faible en novembre 1954 (50 hommes, presque tous arrêtés), l'organisation se consolide en 1955 par un renfort massif de cadres kabyles (le chef politique d'Alger, Abane Ramdane, et tous les colonels de la wilaya jusqu'en juin 1960), puis en 1956 par la montée au maquis d'étudiants de l'université d'Alger et par le ralliement à l'ALN des Combattants de la liberté, branche armée du Parti communiste algérien (PCA), qui a tenté de créer un « maquis rouge » dans la vallée du Chelif. Elle liquide aisément le faux maquis installé dans la même région par l'ancien dirigeant de l'OS, Belhadj Djilali dit Kobus, qui prétend combattre le FLN communiste ; mais la lutte contre les messalistes l'oblige en 1956 à se séparer de sa zone d'Sour El Ghozlane pour en faire le noyau de la wilaya VI, qu'elle réoccupe deux fois, en 1957 et en 1960. Elle empiète également sur la wilaya V dans l'Ouarsenis.

#### Chefs
- 1954-1955 : Rabah Bitat (1925-2000)
- 1955 : colonel Amar Ouamrane (1919-1992, Bu qqaru), envoyé fin 1959 en Tunisie en mission pour superviser la logistique et l'armement
- 1957 : colonel Slimane Dehilès (1920-2011, Si Sadek)
- 1958 : colonel M'Hamed Bougara (1928-1959, Si M'Hamed), tué au combat le 5 mai 1959
- 1959 : colonel Ben Rabeh Mohamed Zamoum, Si Salah (1928-1961), tué au combat le 20 juillet 1961. (Voir : l'Affaire Si Salah)
- 1961 : commandant Djilali Bounaâma (1926-1961, Si Mohammed), tué au combat le 6 juillet 1961
- 1961 : colonel Youcef Khatib (1932-2023, Si Hassan)

- Pour la ville d'Alger voir : la Zone autonome d'Alger

### Wilaya V (Oranie)
La plus vaste, recouvrant tout le territoire d'un des trois anciens départements. Presque entièrement arabophone, sauf quelques noyaux berbérophone dans les monts de Tlemcen et des Ksour, elle contient des milieux variés, disposés du nord au sud en bandes plus ou moins parallèles : l'agglomération portuaire d'Oran (la seule à conserver une majorité absolue non musulmane), puis une ceinture de campagnes et de villes moyennes fortement marquées par la colonisation, un alignement de montagnes boisées propices aux maquis, monts des Traras, de Tlemcen, de Saïda, de Frenda, Ouarsenis et, au nord de la vallée du Chelif, monts du Dahra, les hautes plaines arides ouvertes d'une steppe d'alfa, puis les chaînons élevés et un peu plus arrosés de l'Atlas saharien (monts des Ksour, djebel Amour) et enfin le désert.
Ces bandes parallèles sont recoupées par la frontière marocaine, derrière laquelle la direction le la wilaya se réfugie après son démantèlement en novembre 1954 (50 hommes arrêtés ou tués sur 60). Elle reprend l'offensive le 18 octobre 1955, en liaison avec l'Armée de libération marocaine, dans les monts des Trara et de Tlemcen, puis au printemps 1956 dans l'Atlas saharien. Elle progresse suivant les axes du relief, tout en menaçant les régions colonisées - attaques de fermes dans l'arrondissement d'Aïn Témouchent, mai 1956... Le démantèlement précoce, dès la fin 1955, des réseaux messalistes de Tlemcen, ville natale de Messali Hadj, et d'Oran lui a facilité la tâche. L'état-major de la wilaya, commandée par les Constantinois Ben M'Hidi, Boussouf puis Boumedienne, reste au Maroc et transmet ses ordres par radio. À partir de l'été 1956, la construction par l'armée française d'un barrage de barbelés électrifies et minés, sur la frontière du nord-ouest, puis au sud-ouest, autour de la voie ferrée Aïn Sefra - Colomb Béchar, entrave son action.

#### Chefs
- 1955 : Larbi Ben M'hidi (1923-1957, Hakim, envoyé spécial au Caire au début de 1956 pour solliciter de l'aide en équipement et en armement, exécuté par l'armée Française après son arrestation (10 mars 1957)
- 1957 : Abdelhafid Boussouf (1926-1980, Si Mabrouk), in abstentia, depuis le Maroc, délégué de Houari Boumédiène
- 1957 : Houari Boumédiène (1932-1978, Mohamed Boukherouba)[3].
- 1959 : Colonel Benali Boudghène (1934-1960, Si Brahim ou Lotfi), tué au combat le 29 mars 1960.
- 1960 : Ce fut le colonel Benhaddou Bouhadjar (1927-1981, Si Othmane), qui dirige cette wilaya jusqu’au 5 juillet 1962.

### Wilaya VI (Sahara algérien)
Est la plus tardive et la plus fragile des wilayas du Front de libération nationale et de l'Armée de libération nationale. C'est d'abord un vide dans son dispositif, comblé en 1955 par des chefs messalistes se réclamant du MNA : Si Ziane, Si El Haouès (1923-1959) et Amor Driss (-1959) dans la partie orientale de l'Atlas saharien et aux confins de l'Aurès, où ils espèrent le ralliement du chef de la Wilaya l, Mostefa Ben Boulaïd, et Bellounis au nord, chassé de Kabylie par les Kabyles de la Wilaya III, mais disposant de réseaux de soutien à Alger et à Bordj Bou Arreridj. La Wilayas III a créé la Wilaya VI à partir de la zone d'Sour El Ghozlane (Aumale) sous le commandement du colonel Ali Mellah pour combattre Bellounis.
L'assassinat du chef de la Wilaya VI, le colonel Ali Mellah (1924-1957) a obligé la Wilaya IV à la partager provisoirement avec la V en 1957. Cependant, le massacre par la Wilaya III de 300 habitants du douar de Mechta Casbah près de Melouza pour des raisons obscures (Assassinats fréquents des djounouds de la Wilaya III et IV), le 28 mai 1957, pousse Bellounis à s'allier officiellement aux français, jusqu'à leur rupture suivie de sa mort en juillet 1958. Des maquis messalistes subsistent pourtant jusqu'en 1962.
Les anciens chefs messalistes Si El Haouès et Amor Driss, ralliés au FLN en 1957, ont reconstitué la Wilaya VI, mais leur mort au combat en mars 1959 a ouvert une nouvelle période trouble, qui aboutit à une nouvelle intervention de la Wilaya IV après l'assassinat du chef de la Wilaya VI en 1960, suivie d'une nouvelle reconstitution. En 1960, la Wilaya VI récupère même les zones sahariennes de la Wilaya I.

### Wilaya VII (France)
Au lendemain du déclenchement de la révolution du 1er novembre 1954, et après le découpage de l’Algérie en plusieurs wilayas, la création d’un septième front au cœur même de la France devenait une nécessité pour le Front de libération nationale (FLN) du fait de l’importante communauté algérienne qui y est établie ainsi que dans d’autres pays limitrophes, notamment en Belgique, en Suisse et en Allemagne. À sa création, en 1955, cette organisation, dénommée Fédération de France du FLN, allait entreprendre un travail de sensibilisation auprès de la communauté algérienne en Europe, selon un processus militaro-politique doté d’une véritable administration dont la force de frappe allait s’avérer efficace et donner un second souffle à la lutte de libération à l’intérieur du territoire français.